# ラスムス・メイエル
ラスムス・メイエル（Rasmus Meyer, 1858年6月4日 - 1916年1月14日）は、ノルウェーの実業家。エドヴァルド・ムンクをはじめとする美術品の収集で知られる。

## 生涯
ラスムス・メイエルは、ベルゲンで、実業家の父Gerdt Henrich Meyer (1817-1897) と、母Kaia Wilhelmine Wold (1831-1864) との間に生まれた。1874年、ベルゲンの学校を卒業したが、同じ頃、父の工場を継ぐはずだった兄が亡くなり、ラスムスが後を継ぐことになった。1880年代前半、ドイツで近代的工場経営を学んだ。
1888年、Charlotte Amalie Henriette Kollerと結婚したが、1901年に離婚した。
1890年、ノルウェーのホルダラン県en:Vaksdalにあった父の工場が焼失したため、父とともに工場を再建し、1897年、父の死に伴って単独で引き継いだ。1899年、再び工場の焼失に見舞われ、再建した。これはノルウェー国内最大の工場にまでなった。1912年、会社はメイエルを唯一の株主とする閉鎖会社に転換した。1911年、聖オーラヴ勲章騎士章を授与された。
1914年、第1次世界大戦が勃発すると、原材料の供給が逼迫し、メイエルは商品価格を引き上げ、そのことで批判を浴びた。1915年、会社の経営から身を引いた。1916年1月14日、バールムのLysakerで亡くなった。相続人らは、その年、工場を国に貸与し、1919年、売却した。

## 美術収集
1875年に、父と姉（妹）とともにドイツからイタリアにかけて旅し、オールド・マスターの美術品を収集しながら、美術を学んだ。
本格的に美術収集を始めたのは、1905年からである。その収集品は、ラスムス・メイエル・コレクションとして知られ、ヨハン・クリスチャン・ダールからエドヴァルド・ムンクまで、重要な作品を収めている。テオドール・キッテルセン、イェールハルド・ムンテなども含まれている。
コレクションは、2人の子供らによってベルゲン美術館に寄贈され、1924年、そのための展示館が建設された。現在はコーデー・ベルゲン美術館の1館（コーデー3）となっている。